# 栄養カスケード
栄養カスケード（えいようカスケード、何が何を食べているかというつながり　英：Trophic_cascade）は、食物の階層レベルにおいて生態系を全体的にコントロールする程、ある栄養段階が抑制されることを指す。

## 解説
具体的には、捕食者が十分に捕食できる時に、その餌となる資源を減らしたり、餌になる生き物の行動を変えることから、次の下位栄養段階が捕食（中間栄養段階が草食の動物である場合は草食）から解放されるなどが起こり、上から下に向かうトップダウン形のカスケードが発生する。
「栄養カスケード」は生態学の考え方の一部であり、生態学の多くの分野で新しい研究を生み出してきた原動力である。例えば、人類が狩猟や漁業を多くの場所で行ってきたように、食べ物のつながり（カスケード）の上位にいる捕食者を排除したらどうなるか？という問題を理解する上でとても重要な概念である。

## 概要
「栄養カスケード」は栄養のつながりのことで、トップにいる消費者／捕食者が一次消費者集団をコントロールするトップダウン式の様相を見せる。結果としては一次生産者集団が繁栄することになる。最上位のトップ捕食者がいなくなれば、食物連鎖の力学が変わってしまうこともある。この場合、一次消費者が増えすぎて一次生産者を弱らせしまう。これが行き過ぎると、消費者集団を維持できるだけの生産者がいなくなってしまう。上から下に続くトップダウン式の食物連鎖が安定するか否かは、高レベルの栄養段階での競争と捕食に依存している。外来種が入ってくると、上位捕食者を排除したり、外来種自らが上位の捕食者になることもあり、この序列を変化させてしまう恐れもある。こうしたことは必ずしも悪いことではない。ある特定の外来種がカスケードの変化をうみ、その結果、生態系の劣化が修復される事例もある。
例えば、ある湖において、自分より小さい魚を食べる大型の魚食性魚類の数が増えた場合に、その餌になる小型の魚（動物プランクトンを食べる小型魚類）の数は減ると言える。すると動物プランクトンの数は増えるので、プランクトンが食べる植物プランクトンのバイオマスは、減るということになる。
逆に下から上へとつながる「ボトムアップ」のカスケードでは、一次生産者の集団が、それを食べる上位の栄養階層の得るエネルギーを左右することになる。ここでいう一次生産者とは、光合成を必要とする植物や植物性のプランクトンである。光の必要なことは言うまでもないが、一次生産者の数の多さは系内の栄養塩により変化する。この食物のネットワークは、使える資源の限界の上に成り立つ。もし栄養塩が十分に豊富という前提であれば、すべての個体群が成長できるだろう。
つながり（カスケード）の補助的な側面を見ると、ある栄養段階における種の数が、外部の食物によって補完されるというケースがある。例えば、在来の動物が家畜を食べてしまうなどして、生息域の本来異なる資源を捕食する場合がある。その結果、地域での生息数は増え、生態系内の他の種にも影響を与え、生態学的な連鎖を引き起こす可能性がある。例えば、Luskinら（2017）は、マレーシアの保護林に生息する熱帯性の在来動物が、アブラヤシのプランテーションへの補助金により供給された食料を食べていたことを突き止めた。
この補助金の存在が在来動物の個体数を増やし、そしてそれが森林に対して二次的な「カスケード」連鎖を起こしていったのである。特異な例としては、農作物を荒らすイノシシ（Sus scrofa）が森林の植生をもとに何千もの巣を作り、24年間にわたる調査期間中に森林の苗木の密度が62％も減少するという事態を引き起こしたケースがある。このような国境を越えた助成金による連鎖は、陸上における生態系と海洋の生態系の双方に広がっている可能性もあり、保全上の重要課題となっている。
こうした栄養面での相互作用は、世界的な生物多様性のパターンを形作っている。人間と気候変動は共にこうしたカスケードに大きな影響を与えていると言える。その一例がアメリカ太平洋岸のラッコ（Enhydra lutris）問題である。長い年月をかけ、人間との相互作用がラッコ（Enhydra lutris）の駆除を引き起こすこととなった。時間の経過とともに、ラッコの主な食べ物であるムラサキウニ（Strongylocentrotus purpuratus）が過剰に増殖してしまった。この増殖はジャイアントケルプ（Macrocystis pyrifera）の捕食を増加させてしまい、結果として、カリフォルニア沿岸のケルプの森は著しく減少することになった。海洋の生態系と陸上の生態系を規制することはこの例からもわかるように、国にとって大切なのである。
地球規模での事象を扱うなら、捕食者により生み出される相互関係は大気中の炭素の流れに大きな影響を与える可能性もある。例としては、ラッコを増殖した生態系において、生えているコンブのバイオマス中に潜在的に蓄積されている炭素のコストがどれくらいになるかという研究が行われた例がある。この研究においては欧州の炭素取引所（2012年European Carbon Exchange）において、2億500万米ドルないし4億800万米ドルの潜在的な貯留量を算定した。
アルド・レオポルドは、人間がオオカミを駆除した後に、シカが山の斜面での放牧で過剰に草を食べてしまうことを観察した。このことから彼は「栄養カスケード」を説明しメカニズムを明かした人物とされている。
ネルソン・ヘアストンとフレデリック・E・スミスそしてローレンス・B・スロボドキンの3人は、この概念を科学的な言説に導入した功績者とされているが、しかし彼らはここに述べたような用語を使ったのではないとされる。ヘアストン、スミス、スロボドキンの3人の主張は、（肉食の）捕食動物が草食動物（を食べて草食動物の）数を減らし、そのために植物が繁茂することを可能にした、という点であった。この説は「緑の世界」仮説と呼ばれる。緑の世界仮説は（捕食などの）トップダウン的な力と、生態学的群集の形成における効果の間接的な役割を際立たせたと評価されている。ヘアストン、スミス、スロボドキンたちが現れるまでは、ボトムアップの力（資源の制限など）のみで群集の構造を説明しようとする、トロフォダイナミクスが主流を占めていた。スミスは、アメリカ国務省の文化交流で知り合ったチェコの生態学者、フルバーチェクによる、人工池の魚が動物プランクトンを減らして植物プランクトンを増やすことを示した実験に、触発された可能性がある。
ヘアストン、スミス、スロボドキンの3人は、生態系のコミュニティは3つの栄養の段階を持つ食物連鎖として機能するのではないかと考えた。その後この議論は拡大し、栄養段階が3つ以上の場合と3つ未満場合の食物連鎖にまで分けて検討された。Lauri Oksanenは、食物連鎖の最上位となる栄養段階の数について、栄養段階が奇数の食物連鎖（ヘアストン、スミス、スロボドキンの3人による3つの栄養段階モデルなど）にあっては生産者の存在量を増加させるが、偶数の場合には生産者の存在量を減少させると主張した。さらに彼は、生態系の生産性が高まると、それに応じて食物連鎖の栄養段階数が増えると主張した。
栄養カスケードの存在について議論の余地はないとはいえ、生態学者たちは、栄養カスケードの普遍性については長い間議論を重ねてきた。ヘアストン、スミス、スロボドキンの3人は、陸上の生態系はその原理より3栄養レベルのカスケードとして振る舞うと主張し、たちまち論争を巻き起こした。